# Pseudoleskea laevissima
Pseudoleskea laevissima là một loài Rêu trong họ Leskeaceae. Loài này được Cardot mô tả khoa học đầu tiên năm 1911.